# Cúpula

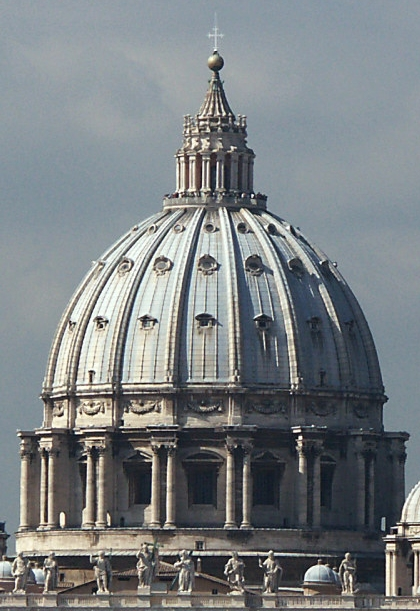
Cúpula central de la basílica de San Pedro, en la Ciudad del Vaticano, diseñada por Miguel Ángel, tiene 42,5 m de diámetro y 132 de altura.

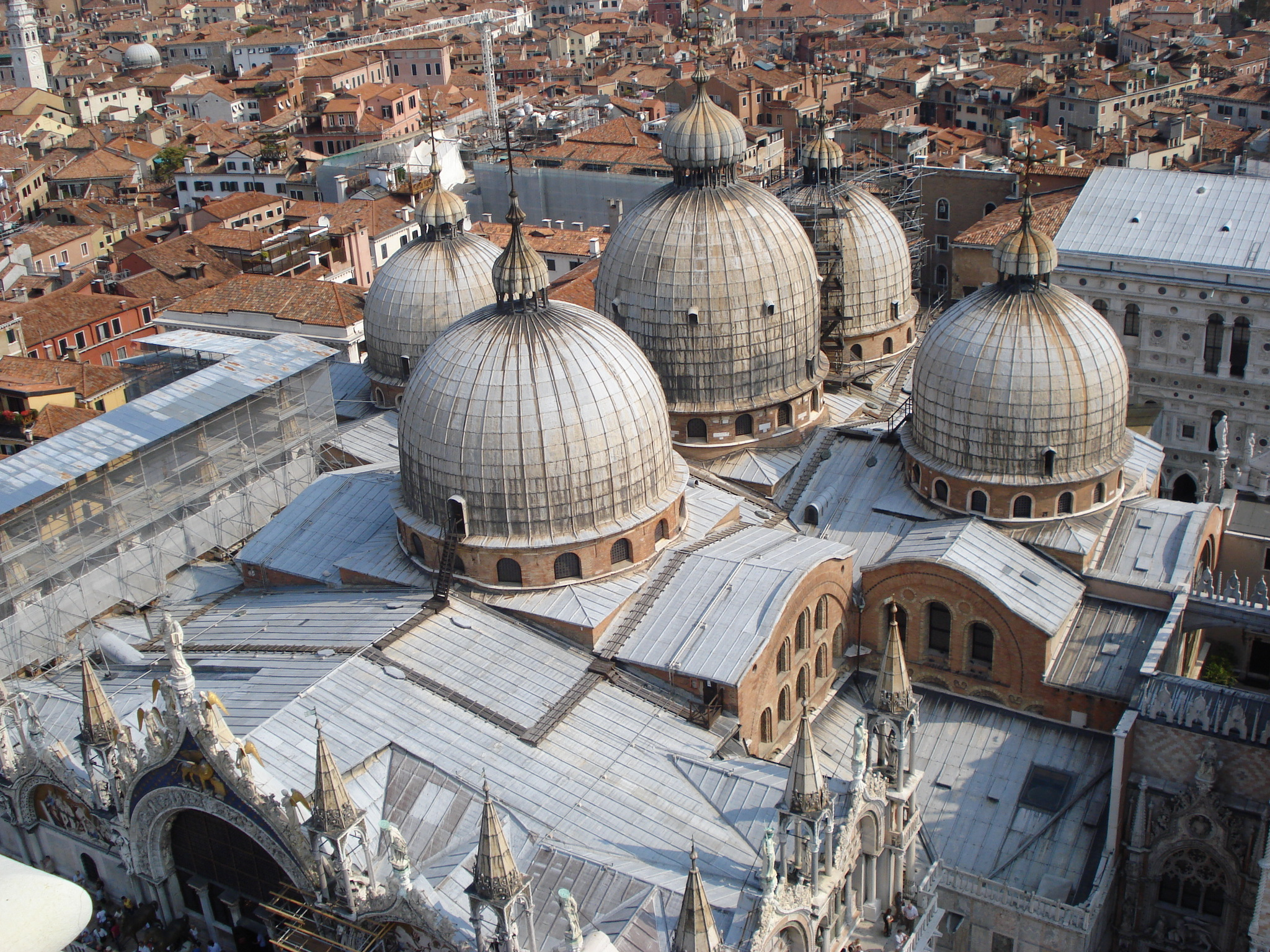
Las cinco cúpulas de la basílica de San Marcos de Venecia, inspiradas en la iglesia de los Santos Apóstoles (Constantinopla).

La cúpula (también conocida en su parte exterior como «domo» o «calota») es un elemento arquitectónico que se utiliza para cubrir un espacio de planta circular, cuadrada, poligonal o elíptica, mediante arcos de perfil semicircular, parabólico u ovoidal, rotados respecto de un punto central de simetría.

## Etimología
El término cúpula proviene del italiano cupola, del latín cupella y este del griego kupellon, que significa "pequeña taza" (cupa, en latín = taza). La palabra se relaciona en consecuencia con la forma característica de esta cubierta.
En otros idiomas, como el inglés o francés, el término equivalente es dome, derivado así mismo del latín 'doma' o del griego 'dôma'. En inglés se denomina cupole a una pequeña cúpula, y especialmente a una cúpula en un tambor, en la parte superior de una cúpula más grande.
La palabra domo también está recogida por el Diccionario de la lengua española como sinónimo de cúpula.

## Características constructivas

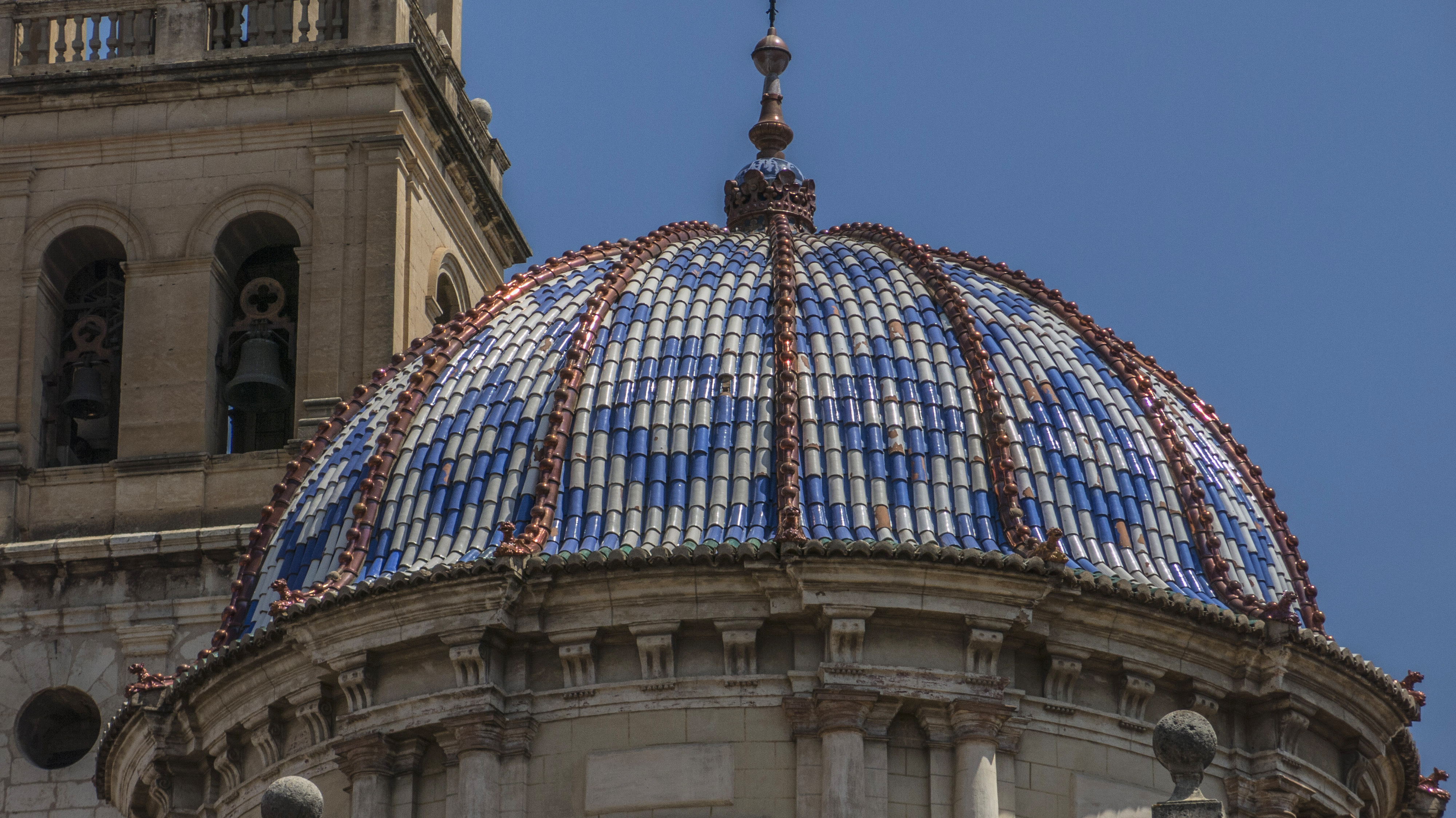
Cúpula de la Iglesia Parroquial de La Asunción, en Carcagente

La diferencia constructiva con la bóveda genérica es que en la cúpula, los empujes son iguales en todo el perímetro de su arranque.

### Forma geométrica
La superficie de una cúpula puede adoptar distintas formas según el método constructivo y las tradiciones formales, variando en función de la forma de planta y el perfil de acuerdo con la cónica utilizada:
- semiesférica, que es la forma más simple desde el punto de vista constructivo teniendo en cuenta el replanteo;
- semielipsoide de planta circular, utilizada en cúpulas rebajadas;
- semielipsoide de planta elíptica, adecuada a espacios rectangulares;
- semiparaboloide de planta circular, permite cúpulas más estilizadas, aliviando la percepción formal del edificio;
- semiparaboloide de planta elíptica;
- semihiperboloide de planta circular, también más esbelta, mejora el comportamiento estructural al reducir los empujes horizontales;
- semihiperboloide de planta elíptica;
- baída (o vaída), cúpula esférica cortada por cuatro planos verticales y perpendiculares entre sí.

Esquema de cúpula sobre pechinas.

Esquema de cúpula con tambor.

Construcción de un iglú.

### Elementos de una cúpula
La base sobre la que se apoya la cúpula puede consistir en muros continuos o en arcos sobre pilastras. Cuando la base es cilíndrica, la cobertura del espacio resultante puede construirse mediante una cúpula simple; en otro caso, la cubierta se convierte en una cúpula de gajos (gallonada). Para resolver la transición entre la base circular o elíptica de la cúpula y la forma cuadrada o poligonal del basamento, se utilizaron frecuentemente elementos de transición como trompas o pechinas. Entre la cúpula propiamente dicha, y los elementos de transición suele interponerse un tambor cilíndrico o cimborrio, por lo general perforado con ventanas, que posibilitan la iluminación del espacio interior. La iluminación puede asimismo complementarse mediante una linterna superior, visible desde el exterior como elemento formal de coronamiento del conjunto.

### Sistemas constructivos
Uno de los métodos constructivos más simples y antiguos consiste en levantar hiladas sucesivas de mampuestos, cerrándolos progresivamente hacia el centro. Este sistema es antiquísimo y permite cubrir espacios de diámetro relativamente pequeño. A veces la colocación de los mampuestos sigue un patrón en espiral, tal como lo han aplicado tradicionalmente los esquimales para levantar sus iglúes. La construcción resultante suele denominarse falsa cúpula o aproximación de hileras, al conseguirse por este medio. En este sistema cada aro o vuelta de mampuestos logra al «cerrarse» la estabilidad necesaria, y el comportamiento estático es el de una estructura adintelada, sin esfuerzos horizontales de importancia.
Las cúpulas verdaderas están conformadas por piezas llamadas dovelas, con una clave superior que equilibra los esfuerzos en forma similar a lo que se requiere en un arco o una bóveda, solo que en tres dimensiones. Para permitir un óculo cenital que dé paso a la luz exterior o —más tardíamente— una linterna con el mismo objetivo, la clave puede reemplazarse por un anillo superior de piezas que resistan en conjunto los esfuerzos de compresión. Este aro superior se construyó frecuentemente en aleaciones como el bronce, para asegurar la estabilidad y durabilidad.
El problema más importante de los constructores de cúpulas antes de la Revolución industrial fue hallar materiales con resistencia a la tracción para contrarrestar los esfuerzos horizontales en la base de la cúpula que, por su forma, tiende a «abrirse». La solución clásica consistió en contrarrestar tales esfuerzos mediante contrafuertes pesados de obra, después por otras cúpulas y semicúpulas, que van llevando los esfuerzos a sitios menos visibles (caso de Santa Sofía de Constantinopla) y que en el gótico fueron remplazados por arbotantes. Posteriormente se contrarrestaron los esfuerzos horizontales mediante un zuncho, generalmente de acero, en la base, funcionando a tracción, pero con interesantes variantes, como por ejemplo, en la catedral de Puebla, (México), donde se utilizó un material tan inesperado como un trenzado de tripa de caballo, debido a que es mucho más flexible y resiste mucho mejor los esfuerzos de la cúpula cuando se produce un terremoto; de la bondad de la solución ideada por los arquitectos españoles da fe que la cúpula sigue entera tras bastantes movimientos sísmicos.

### Cálculo estructural
Desde el punto de vista estructural una cúpula delgada puede considerarse un elemento bidimensional de doble curvatura con simetría radial (respecto al centro de la esfera inscrita). Los esfuerzos predominantes son de tracción en el sentido de los paralelos y de compresión en el sentido de los meridianos. Estructuralmente sus ecuaciones de equilibrio corresponden a una lámina de revolución.
En las cúpulas de sección circular y de pared delgada se producen esfuerzos de flexión porque la circunferencia se aleja de la forma óptima de catenaria, cayendo la resultante fuera del tercio medio de la sección, pero este alejamiento está generalmente por encima de la catenaria, lo cual permite anular esta flexión con anillos de acero horizontales en forma de paralelos trabajando a la tracción y permitiendo así ajustar el polígono funicular de fuerzas a la forma circular requerida.
En cúpulas de gran diámetro existen problemas serios de cargas eventuales que pueden llegar a ser muy importantes y obligan a un estudio profundo de los esfuerzos de flexión o pandeo que pueden producirse. Ejemplos de estas cargas eventuales pueden ser presión despareja por vientos veloces, dilataciones diferenciales por temperatura despareja (lado iluminado por el sol y lado de sombra), acumulaciones desparejas de nieve o hielo, asientos diferenciales de cimentaciones, etc.

## Historia

### Antecedentes
Desde los albores de la civilización se construyeron falsas cúpulas con materiales variados, incluyendo las cubiertas tradicionales —todavía en uso— de las yurtas del Asia central, de los iglúes esquimales, los trulli del sur de Italia y los nuraghi de Cerdeña. Con el creciente uso de habitaciones de forma rectangular, este tipo de cubiertas quedó circunscripto a la arquitectura funeraria, por ejemplo en los tholos. Uno de los tholos más relevantes es el Tesoro de Atreo en Micenas, cuya construcción se estima tuvo lugar en 1250 a. C. Es una construcción de piedra adintelada que constituye por tanto una falsa cúpula, con un diámetro de 14,5 m. El uso de la cúpula, sin embargo, fue poco común en la antigua Grecia, y hasta el Imperio romano no se comienzan a levantar las primeras cúpulas verdaderas.

### Imperio romano

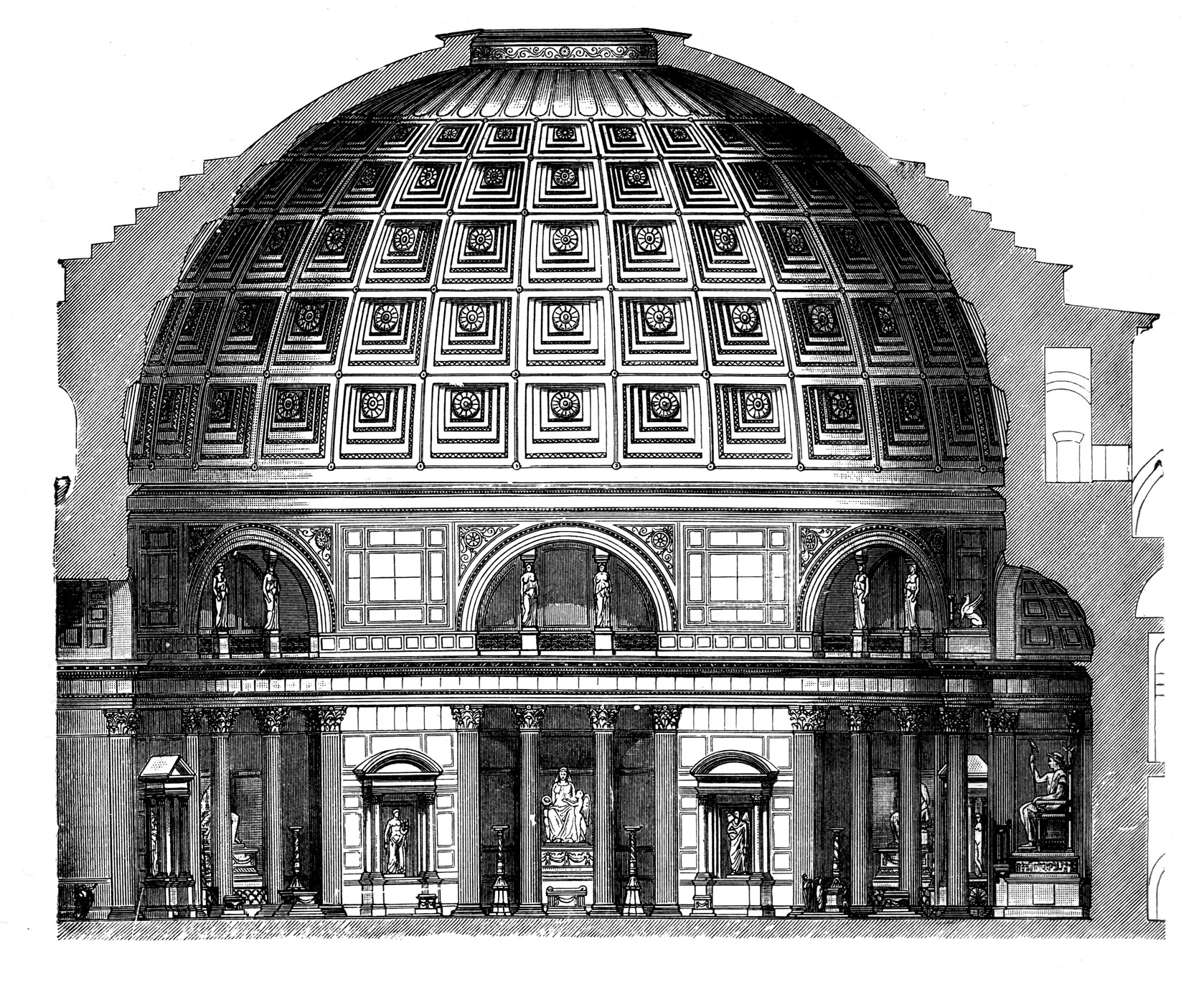
Sección del panteón de Agripa, en Roma.

En el Imperio romano se emplea la cúpula mucho más frecuentemente. Los más grandes complejos termales y palacios romanos incluyeron cúpulas como cubierta. El culmen de la construcción de cúpulas en Roma aparece en la del panteón de Agripa, con una luz libre que no ha sido nunca superada con técnicas tradicionales y ha sido necesario el empleo del acero estructural o el hormigón armado para conseguirlo.
La cúpula del Panteón es semiesférica, formada de hormigón con cascotes de tufo y escoria volcánica. Las partes externas de la cúpula se forraron con opera latericia. También se utilizaron ladrillos bipedales en capas horizontales, a modo de anillos. Fue la mayor cúpula construida en su época, con sus 43,44 m de diámetro, coronada por un amplio óculo de 8,9 m que llena de luz el espacio interior. La estabilidad estructural se logró mediante el uso de hormigón, forrado con opera latericia, característica de la arquitectura romana, y diversas técnicas de aligeramiento del peso propio, sea mediante reducción progresiva del espesor de la cúpula o el reemplazo del travertino por piedra pómez en las zonas superiores.
Dentro del edificio puede inscribirse una esfera perfecta, representando la celeste, junto a toda una serie de relaciones simbólicas desde los puntos de vista gnómico, geométrico y mecánico, que han servido de modelo a las sucesivas generaciones de arquitectos. La cúpula romana, y su derivada paleocristiana, se construyeron casi siempre sobre un cimborrio con forma cilíndrica o de prismas de base cuadrada, octogonal o dodecagonal.

### Imperio bizantino

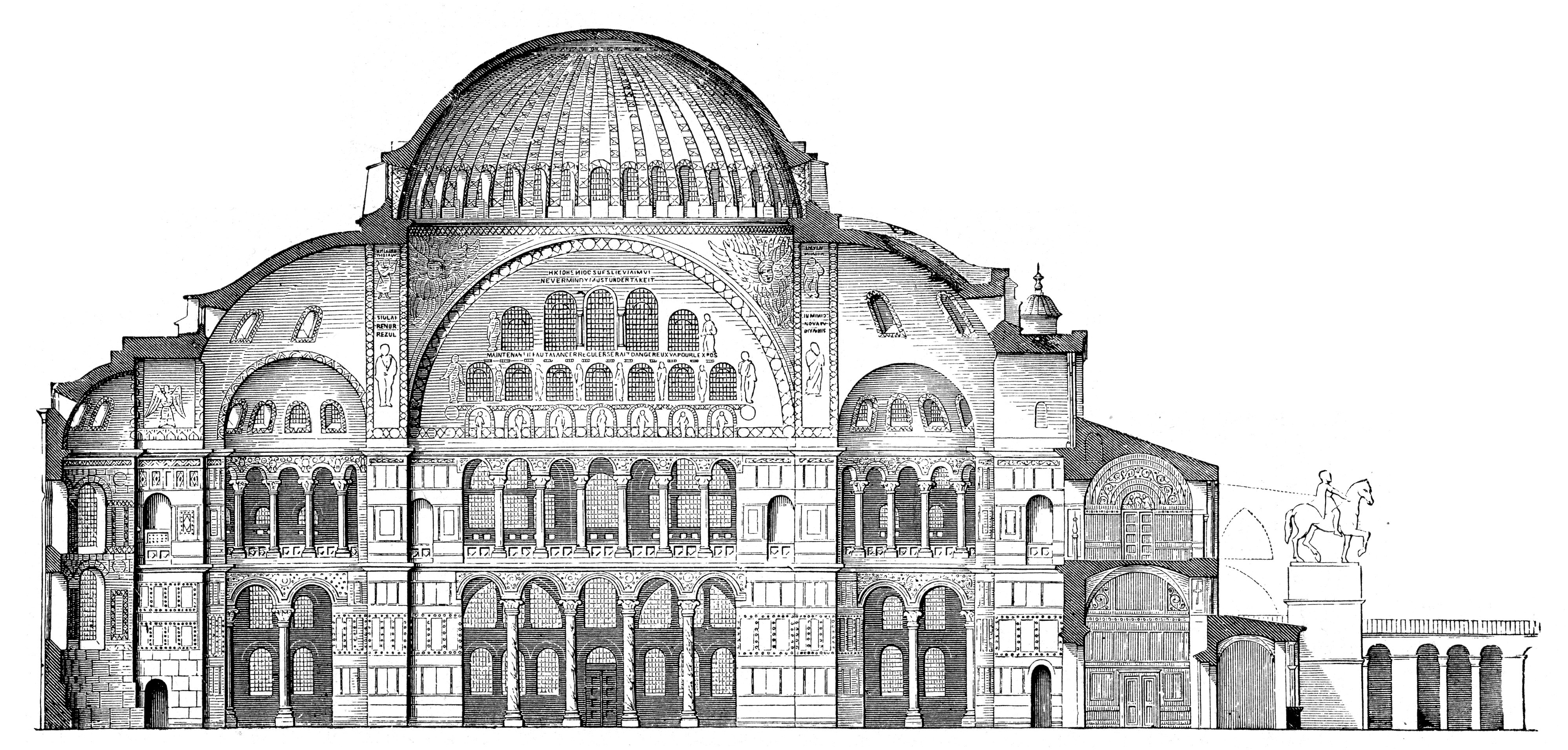
Cúpula de Santa Sofía, Estambul, construida entre 532 y 537.

En el Imperio bizantino, heredero de la capacidad tecnológica romana, la técnica constructiva de cúpulas evolucionó hasta lograr imponer la estructura sobre un cubo, mediante el uso de elementos arquitectónicos de transición como la pechina, que derivaría en la trompa, una bóveda cónica usual en la arquitectura románica.
El principal ejemplo del período es "Hagia Sophia", la iglesia de Santa Sofía en Constantinopla, actual Estambul, construida en el siglo VI bajo el reinado del emperador Justiniano I. La iglesia es un espacio rectangular de 77 por 71 m. La cúpula central tiene un diámetro de 31,87 m y una altura de 56,60 m. No tiene cimborrio, y se apoya en cuatro pechinas y cuarenta contrafuertes perimetrales separados por ventanas. En conjunto con una serie de semicúpulas, más la combinación interior del juego de luces con los mosaicos típicos del arte bizantino, dan una sensación de ingravidez, e inmaterialidad, que —por diversos caminos— constituiría la búsqueda constante de la arquitectura sacra de los siglos siguientes.
Otro edificio notable del período es la iglesia de San Vital en Rávena, consagrada en el año 547, que presenta una planta central con cúpula de 16 m de diámetro sobre pilastras que forman una base octogonal. Junto con San Apolinario in Clase y San Apolinar Nuevo constituyen el grupo de monumentos más importante de la antigüedad tardía en Italia, construidos todos desde que el emperador Honorio designara a Rávena como nueva capital del Imperio romano de Occidente en el año 402. Paralelamente, con la conquista de Constantinopla por los otomanos en 1453, Santa Sofía pasó a ser también un edificio modélico para las mezquitas del mundo islámico.

### La cúpula en el islam

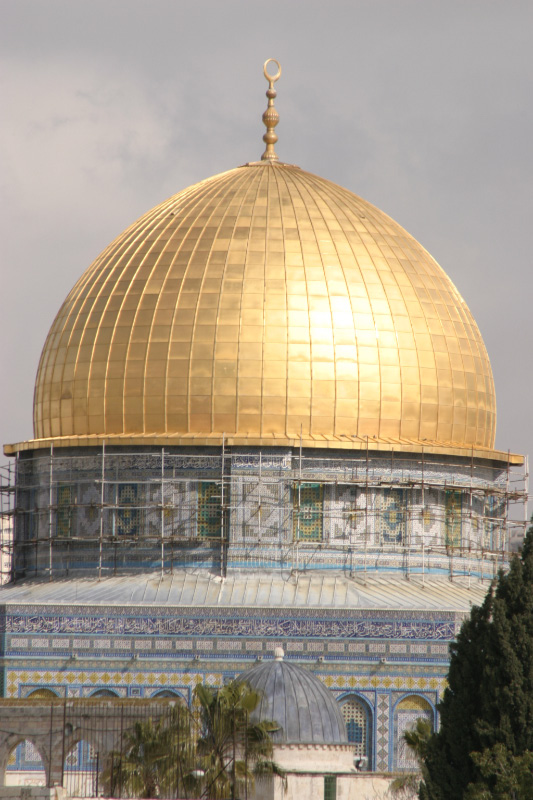
La Cúpula de la Roca, en Jerusalén, construida entre 687 y 691.

La cúpula, junto a la columna y el arco, constituyó el elemento arquitectónico principal del arte islámico. Hereda de Roma, a través de la evolución paleocristiana y bizantina, el significado cosmológico de bóveda celeste, completado generalmente con el motivo decorativo interior del árbol de la vida, que se representa invertido siguiendo la creencia islámica de una simetría perfecta entre tierra y paraíso.
Uno de los ejemplos más relevantes y tempranos es la Cúpula de la Roca, construida en Jerusalén por el noveno califa Abd al-Malik entre 687 y 691, cubriendo la roca desde donde se cree que Mahoma ascendió al paraíso. La cúpula, con un diámetro de 21,37 m descansa sobre un cimborrio o tambor cilíndrico que sirve de transición a la base octogonal. Cada uno de los vértices del octógono están orientados según los puntos cardinales, y el extradós está cubierto por láminas de cobre pulido y dorado que, al reflejar los rayos solares, convierte a este edificio en uno de los más hermosos de Jerusalén. Desde el punto de vista constructivo, la cúpula se caracteriza por haber sido realizada en madera en lugar de piedra, constituyendo uno de los pocos ejemplos que se conservan de la tradición maderera siria. Otra circunstancia a destacar es que fue uno de los primeros ejemplos de cúpula de doble capa, sistema que retomaría Brunelleschi en Santa María del Fiore, si bien mediante dovelas de ladrillo. Mientras que la cúpula exterior tiene un perfil de arco realzado, el intradós, profusamente decorado con motivos del árbol de la vida es perfectamente hemisférico.
El Templo de la Roca lleva al peregrino a la circunvalación de la cúpula por un recorrido octogonal, simbolizando la cuadratura del círculo, la unión de cuerpo y alma.

### Egipto

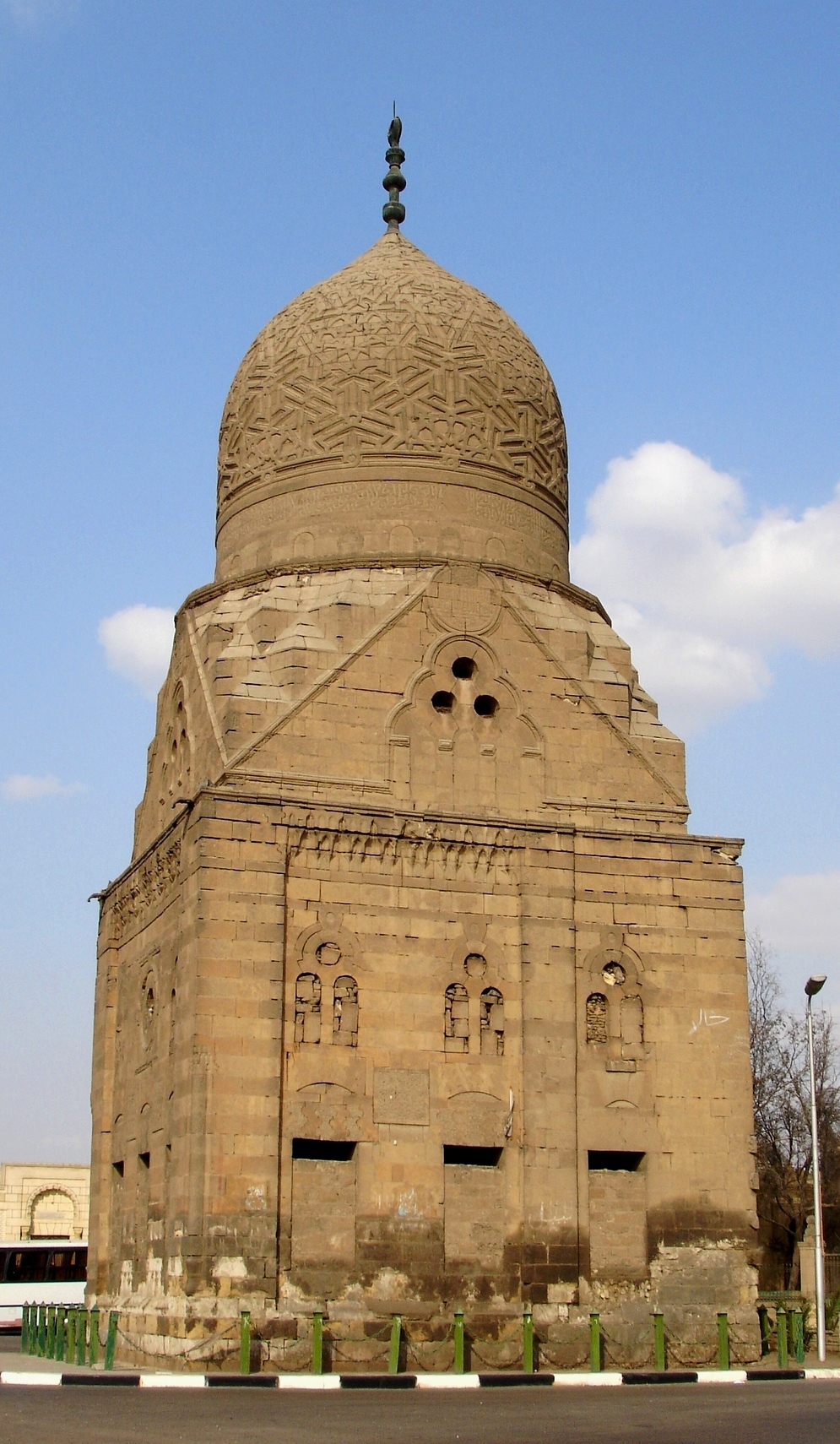
Mausoleo de Az-Zahir en el Cairo.

### Cúpulas ortodoxas

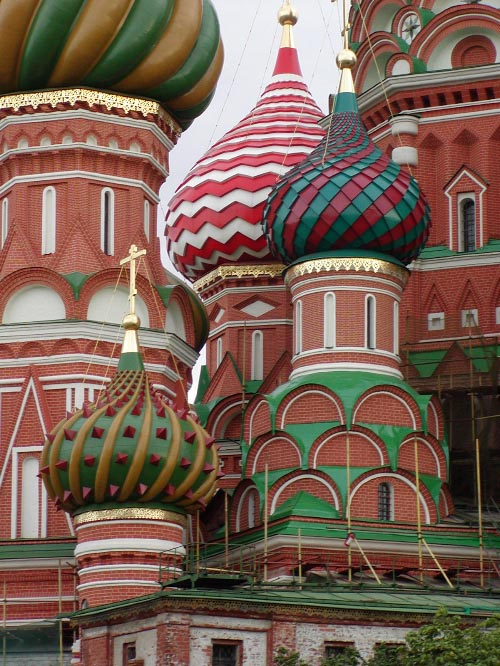
Cúpulas acebolladas en la catedral de San Basilio en Moscú, edificada entre 1555 y 1561.

Según el historiador ruso Boris Rybakov, la típica cúpula acebollada de las iglesias ortodoxas rusas tiene un origen nativo a partir de influencias pre-mongoles, con ejemplos constructivos a partir del siglo XII, en tanto la arquitectura mogol y el estilo difundido en Asia por el islam presenta sus primeros ejemplos en el siglo XV. Mientras que en las iglesias rusas primitivas, especialmente en Kiev, la primera capital, las cúpulas seguían el modelo esférico del estilo bizantino, los edificios posteriores comenzaron a utilizar las cúpulas acebolladas, una forma especialmente útil para evitar la acumulación de nieve en el clima nórdico. La influencia ortodoxa se trasmitió a la arquitectura persa y regiones más orientales, como lo demuestran las cúpulas icónicas del Taj Mahal, construido en 1630.
El ejemplo más conocido lo constituye la catedral de San Basilio, construida entre 1555 y 1561 en Moscú por orden de Iván el Terrible en conmemoración de la conquista del Janato de Kazán. Coronada por un total de diez torres con cúpulas acebolladas, la catedral ha sido desde su creación un símbolo de Moscú como centro de síntesis entre oriente y occidente.

### Edad Media y Renacimiento en Europa occidental

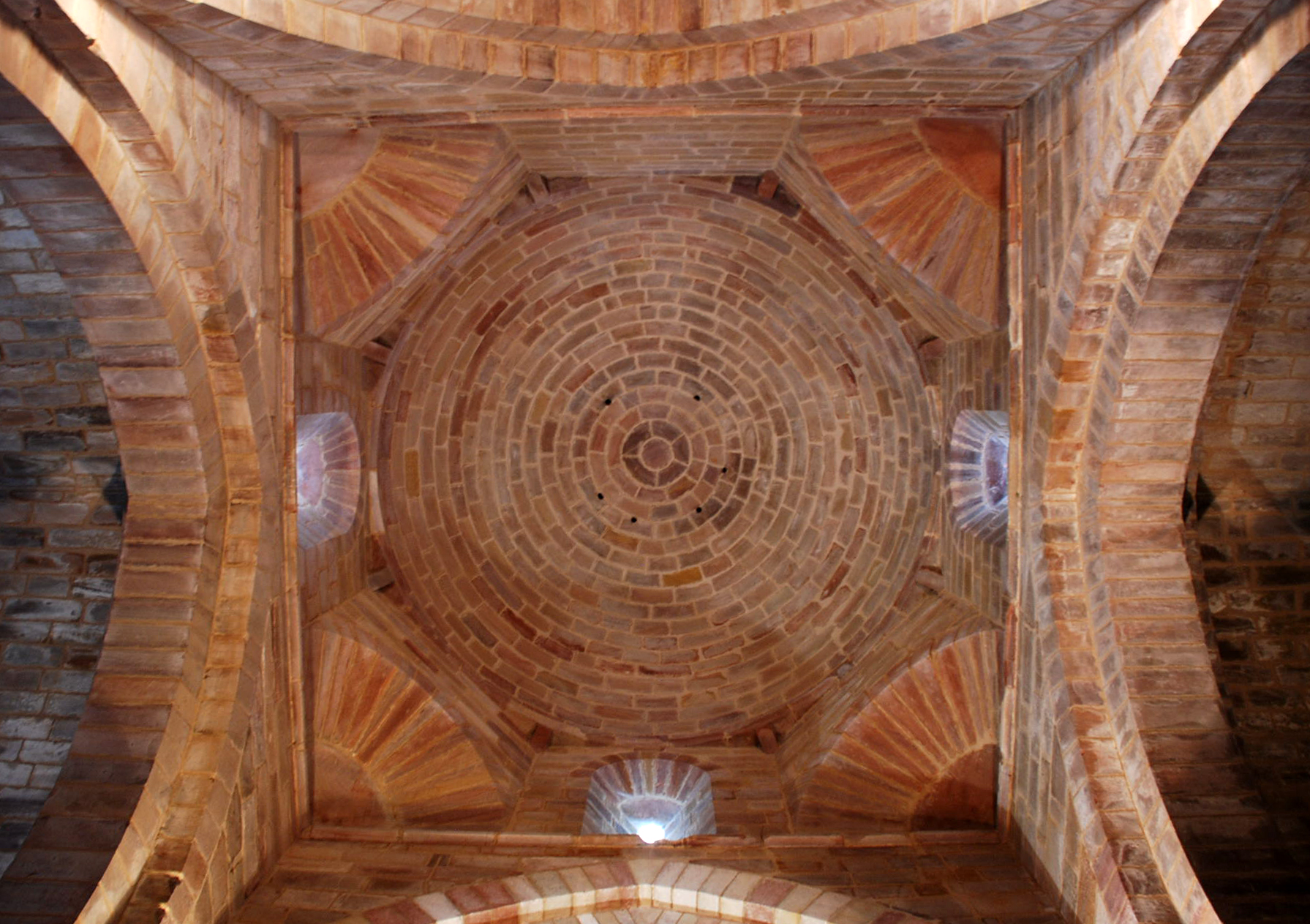
Cúpula semiesférica sobre linterna octogonal de trompas crónicas con trompillones lisos de la iglesia del monasterio de Santa María de Mave (Palencia, Castilla y León

Durante el Medioevo en Europa occidental se pierde gradualmente la capacidad de construir grandes cúpulas, fundamentalmente por las dificultades técnicas que suponía edificar andamiajes cada vez más altos y resistentes, como forma de soportar la cúpula en construcción hasta su "cierre" estático mediante la colocación de la clave. No obstante, se continuaron construyendo cúpulas de pequeñas y medianas dimensiones, especialmente en los edificios más prestigiosos, como las capillas palatinas y las catedrales. Durante la época de las cruzadas se reconstruye la basílica del Santo Sepulcro en Jerusalén, destruida en la guerra con los musulmanes, mediante una cúpula adintelada empírica. La influencia de este centro de la cristiandad llevó a su reproducción en varias ciudades de Europa. Una de las más antiguas se conserva en el Baptisterio de Pisa, que data del siglo XI.

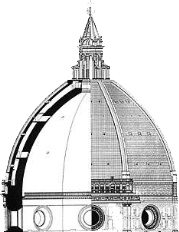
Corte de la cúpula de Santa María del Fiore en Florencia, mostrando la doble membrana diseñada por Brunelleschi en 1420.

El importante desarrollo urbano acontecido después del año 1000, permite la rápida difusión de esta técnica, y en consecuencia vuelven a construirse edificios abovedados y con cúpula. A partir de este momento, las principales construcciones dotadas de cúpula se construyen sobre naves basilicales, denominadas "domo". Espontáneamente "domo" pasa a convertirse en sinónimo de cúpula, con cuyo significado se utiliza el término en francés e inglés.
En una competencia por crear edificios cada vez más grandes, altos y majestuosos, se inicia la construcción en Florencia de la catedral de Santa María del Fiore, previéndose desde el inicio el coronamiento de los ábsides mediante una gran cúpula. Cuando el arquitecto Francesco Talenti amplió en el siglo XIV la planta de la catedral, nadie sabía cómo construir la que en proyecto constituía la cúpula más grande hasta entonces. Fue Filippo Brunelleschi, durante la primera mitad del siglo XV, quien luego de estudiar la arquitectura romana diseñó una solución que evitaba el uso de andamiajes internos. La solución consistió en construir dos cúpulas, una dentro de la otra, que se sostenían hermanadamente a través de una estructura de refuerzos a la vista. Este sistema de construcción apareció por primera vez en Irán en el siglo XIV, en el mausoleo de Öldjeytü, construido entre 1302 y 1312 en la ciudad de Soltaniyeh, pasando a Egipto a mediados del mismo siglo.

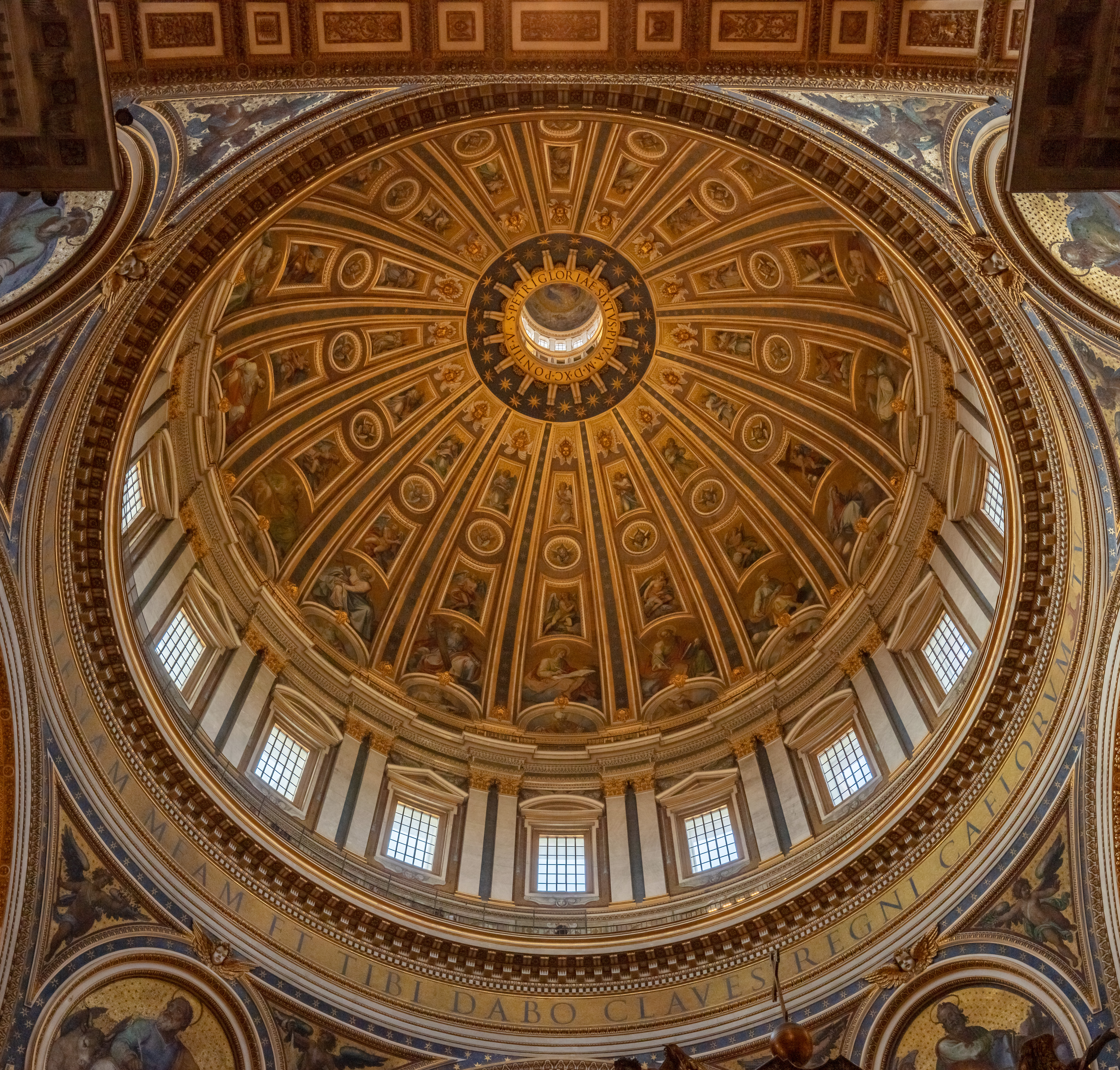
Interior de la cúpula de San Pedro en la Ciudad del Vaticano, diseñada por Miguel Ángel en 1547.

La solución de Brunelleschi fue la inspiración directa de Miguel Ángel cuando tuvo que diseñar una cúpula para el proyecto más importante del Renacimiento tardío, la basílica de San Pedro en la Ciudad del Vaticano. Creó una majestuosa cúpula circular que domina la ciudad de Roma y —simbólicamente— toda la cristiandad. Las robustas costillas descargan el peso de la estructura permitiendo un mejor control de la forma y el volumen tanto de la cáscara externa como del intradós. El extradós está ligeramente realzado, con los arriostramientos vagamente hiperbólicos evidenciando las líneas ascendentes del edificio.
Una cúpula curiosa del siglo XVI es la cúpula plana que sirve de piso en el coro de la iglesia del monasterio de El Escorial, cuya construcción es igual que la de una cúpula, con dovelas, pero de sección transversal plana, un alarde técnico proyectado por Juan de Herrera.

### Barroco y neoclasicismo

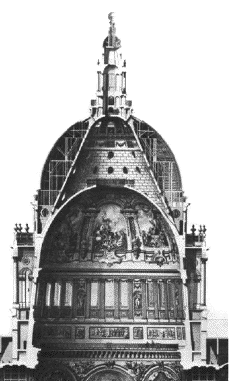
La cúpula de la catedral de San Pablo en Londres, diseñada por sir Christopher Wren en 1676.

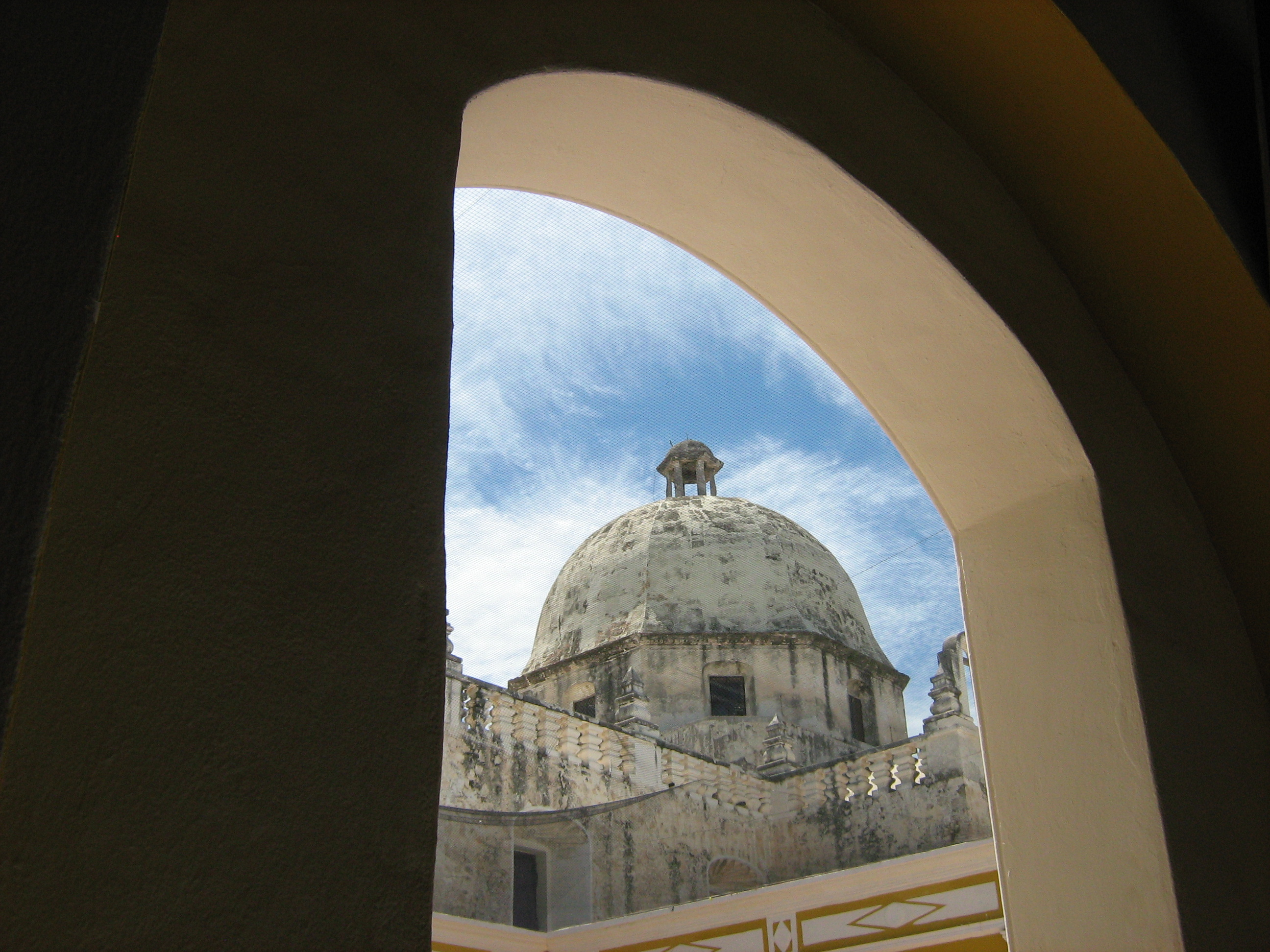
Cúpula en el antiguo templo de San José, de 1756, en Campeche, México.

Las cúpulas barrocas más notables en el norte de Europa fueron construidas en París y Londres. Jules Hardouin-Mansart diseñó en 1670 la iglesia Saint-Louis-des-Invalides en Los Inválidos en París, por encargo de Luis XIV. Su cúpula, de 24 m de diámetro, se eleva sobre dos cimborrios inusualmente altos perforados por grandes ventanas que permiten un interior resplandeciente de luz.
La cúpula de Christopher Wren para la catedral de San Pablo en Londres (1676), incorpora una cúpula hemisférica interior, de 30,8 metros, una estructura cónica de mampostería como sostén de la elevada linterna, y una delgada cúpula exterior sobre estructura de madera.
Ya en un contexto neoclásico, la cúpula de San Francisco el Grande, en Madrid (Francisco Cabezas, Antonio Plo y Francesco Sabatini, 1761-1770) tiene 33 metros de diámetro. La del panteón de París, de Jacques-Germain Soufflot (1774-1790), 27 metros. Al igual que en la Francia revolucionaria, que dedicará el Panteón a un fin cívico (enterramiento de hombres ilustres), en los recientemente independizados Estados Unidos las grandes cúpulas abandonan los edificios religiosos para coronar los símbolos institucionales de la democracia, a partir del diseño realizado por William Thornton para el Capitolio en Washington (1792). La cúpula, reforzada con acero, fue completada en 1863; tiene un diámetro de 27,4 m, y ha servido de inspiración para numerosos edificios estatales en todo el territorio estadounidense.

### SigloXX

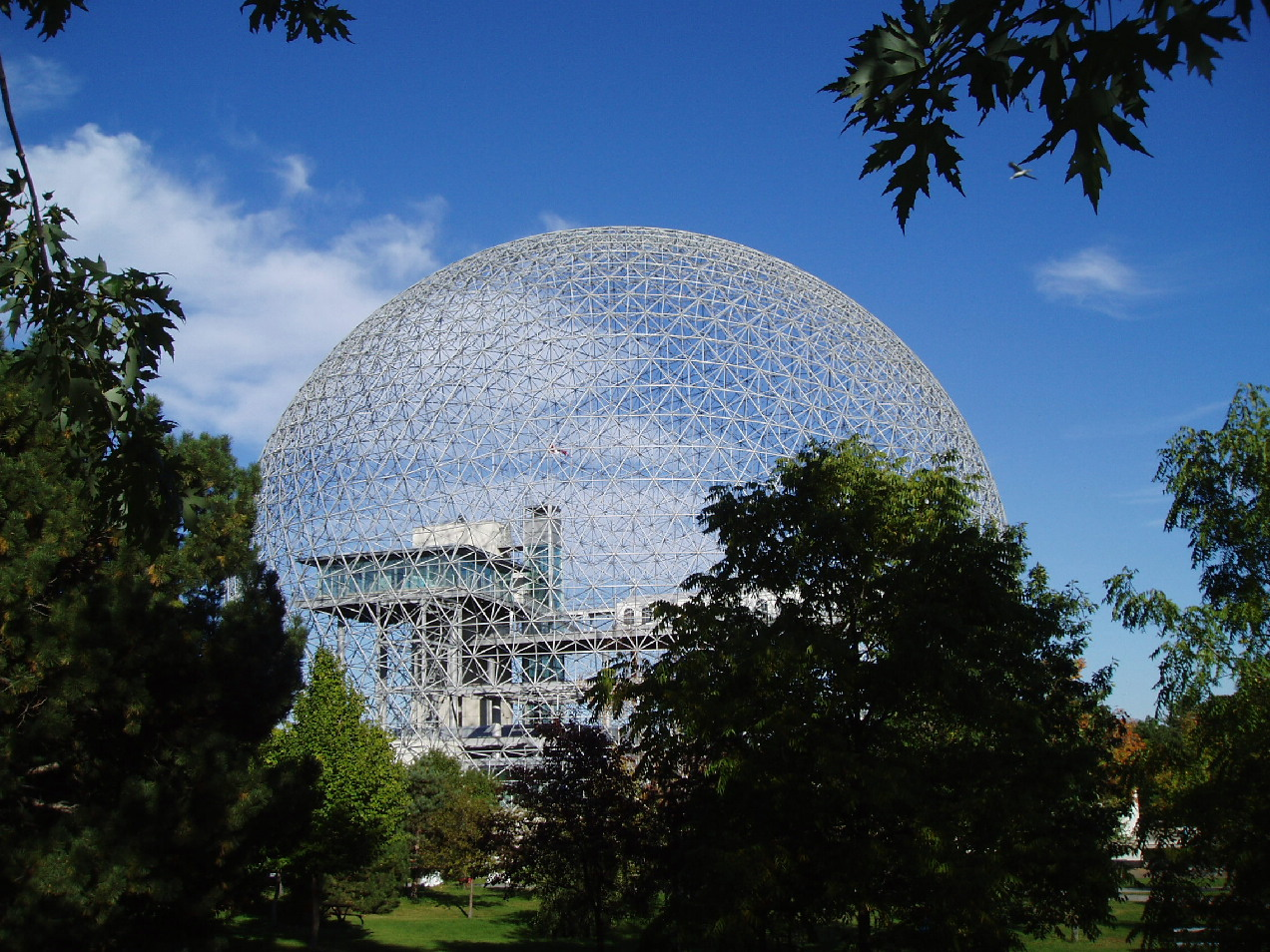
La Biosphère de Montreal, es un museo en el que se sitúa la estructura de la cúpula geodésica del antiguo pabellón norteamericano para la exposición de Montreal de 1967, diseñada por Buckminster Fuller.

El desarrollo tecnológico del siglo XX modificó en forma radical el criterio constructivo de las cúpulas. 
Adolf Hitler diseñó junto a su arquitecto personal Albert Speer, toda una ciudad, Welthauptstadt Germania, cuya máxima representación estaría en el Große Halle (en español: Gran Salón), una colosal estructura que poseería la cúpula más grande del mundo o Volkshalle, con 290 metros de altura, tan grande que había quien decía que tendría sus propias nubes y lluvia. Esta jamás se construyó, por la llegada de la guerra. La cúpula geodésica, patentada en 1947 por el arquitecto e inventor estadounidense Richard Buckminster Fuller, consiste en la yuxtaposición de módulos livianos tridimensionales que generan estructuras muy estables.
La generación topológica de las cúpulas geodésicas se basa en el Teorema de Euler para poliedros.
Las innovaciones en el diseño de cúpulas de hormigón armado introducidas por el arquitecto italiano Pier Luigi Nervi a partir de la década de 1960 permitieron la cobertura de grandes luces mediante losas casetonadas y encofrados perdidos. Los avances espectaculares en la tecnología del acero desde fines del siglo XIX han permitido asimismo la cobertura de grandes espacios sin apoyos intermedios, incluso en estadios deportivos. Se utilizan sistemas de cables tensores, estructuras reticuladas tridimensionales y disposiciones estructurales basadas en catenarias.

## Cúpulas de mayor diámetro
La tabla que sigue recoge una cronología de los mayores diámetros cubiertos por cúpulas a lo largo de la historia de la arquitectura. El fondo terroso destaca las cúpulas desaparecidas.
| Período                  | Diámetro (en m)        | Nombre                                                                                     | Ubicación                     | País           | Constructor                             | Notas | Imagen | Imagen |
| 1250 a. C.-siglo I a. C. | 14,5                   | Tesoro de Atreo                                                                            | Micenas                       | Grecia         | Ciudad-estado de Micenas                | Falsa cúpula de ménsula |        |        |
| Siglo I a. C.-128        | 21,5                   | Templo de Mercurio                                                                         | Baiae                         | Italia         | Imperio romano                          | Cúpula de hormigón. Primera cúpula monumental                                                                                   |        |        |
| 19 a. C.-inicio siglo II | 25,0                   | Termas de Agripa (ruinas) (Arco della Ciambella)                                           | Roma                          | Italia         | Imperio romano                          | Primeras termas en Roma con un edificio con cúpula central.                                                                     |        |        |
| Inicio siglo II-128      | 30,0                   | Termas de Trajano (ruinas)                                                                 | Roma                          | Italia         | Imperio romano                          | Media cúpula |        |        |
| 128-1436                 | 43,4                   | Panteón                                                                                    | Roma                          | Italia         | Imperio romano                          | Falsa cúpula de hormigón no armado más grande construida. Arquetipo de la cúpula occidental hasta hoy día.                      |        |        |
| 1436-1781                | 42,05 (45,52 diagonal) | Santa Maria del Fiore                                                                      | Florencia                     | Italia         | Arquidiócesis católica de Florencia     | Mayor cúpula de ladrillo y mortero en el mundo hasta hoy. Cúpula octogonal. Arquitecto: Filippo Brunelleschi                    |        |        |
| 1781-1881                | 46,0                   | Abadía de San Blas                                                                         | San Blas                      | Alemania       | Monasterio benedictino                  | Levantada utilizando una cimbra completa de madera construida sobre el tambor. Arquitecto: Pierre Michel d'Ixnard               |        |        |
| 1873-1937                | 108                    | Rotunde (desaparecido por incendio) (Pabellón central de la Exposición Universal de Viena) | Viena                         | Austria        | Imperio austriaco                       | Estructura de madera y yeso revestida de acero Arquitecto: Carl von Hasenauer (sobre proy. estructural de John Scott Russell)   |        |        |
| 1881-1902                | 46,9                   | Hospital real de Devonshire                                                                | Buxton, Inglaterra            | Reino Unido    | Cotton Famine Relief Fund               | Antiguo establo reconvertido en hospital y hoy en campus. Pizarra cubriendo estructura metálica. Arquitecto: Robert Rippon Duke |        |        |
| 1902-1913                | 59,45                  | Hotel West Baden Springs                                                                   | West Baden (Indiana)          | Estados Unidos | Lee Wiley Sinclair                      | Cúpula de acero y vidrio. Arquitecto: Harrison Albright                                                                         |        |        |
| 1913-1930                | 65,0                   | Centro del Centenario de Breslavia                                                         | Breslavia                     | Polonia        | Imperio alemán                          | Cúpula de hormigón armado. Arquitecto: Max Berg                                                                                 |        |        |
| 1930-1944                | 65,8                   | Sala del mercado de Leipzig                                                                | Leipzig, Sajonia              | Alemania       | Imperio alemán                          | Cúpula de hormigón armado. Arquitecto: Franz Dischinger.                                                                        |        |        |
| 1944-1955                | 71,0                   | Cúpula de Helfaut (silo para V-2)                                                          | Wizernes                      | Francia        | Tercer Reich                            | Cúpula de hormigón armado de 5 m de espesor.                                                                                    |        |        |
| 1955-1957                | 101,5                  | Coliseum de Bojangles                                                                      | Charlotte, Carolina del Norte | Estados Unidos | Thompson and Street                     | Cúpula estructura metálica. Arquitecto: Odell y Asociados                                                                       |        |        |
| 1957-1965                | 109                    | Sala 1 de la Feria de Belgrado                                                             | Belgrado                      | Serbia         | Feria de Belgrado                       | Mayor cúpula de hormigón postensado del mundo.                                                                                  |        |        |
| 1960-1965                | 100                    | Palazzetto dello Sport                                                                     | Roma                          | Italia         | República de Italia                     | Cúpula laminar de hormigón armado. Arquitecto: Pier Luigi Nervi.                                                                |        |        |
| 1965-1975                | 195,5                  | Astrodome Reliant                                                                          | Houston                       | Estados Unidos | H.A. Lott, Inc.                         | Primer estadio deportivo cubierto por cúpula en el mundo con más de 20000 asientos.                                             |        |        |
| 1975-1992                | 207,0                  | Louisiana Superdome                                                                        | New Orleans                   | Estados Unidos | Blount International                    | Structural steel frame. Arquitecto: Nathaniel Curtis                                                                            |        |        |
| 1992-1999                | 256,0                  | Georgia Dome                                                                               | Atlanta                       | Estados Unidos | Georgia World Congress Center Authority | Cúpula con cables de suspensión (tensoestructura)                                                                               |        |        |
| 1999-2000                | 365,0                  | Millennium Dome                                                                            | Londres                       | Reino Unido    | Península de Greenwich                  | Estrictamente no es una cúpula ya que no soporta su propio peso y necesita tirantes para sustentarse.                           |        |        |
| 2001-2009                | 274,0                  | Ōita Bank Dome                                                                             | Ōita                          | Japón          | Kishō Kurokawa                          | Cubierta retráctil |        |        |
| 2009-2013                | 275,0                  | Cowboys Stadium                                                                            | Arlington (Texas)             | Estados Unidos | HKS, Inc.                               | Cubierta retráctil |        |        |
| 2013-presente            | 310,0                  | Estadio Nacional de Singapur                                                               | Singapore Sports Hub          | Singapur       | Dragages                                | Cubierta retráctil Arquitecto: Arup Associates + DPA                                                                            |        |        |
| 1761-1784                | 33,3                   | Real basílica de San Francisco el Grande                                                   | Madrid                        | España         | Orden Franciscana                       | Cúpula más grande de España y cuarta de la cristiandad, construida bajo el reinado de Carlos III de España.                     |        |        |